# Scotstoun Stadium
Das Scotstoun Stadium ist ein Stadion für Rugby Union und Leichtathletik in Scotstoun, Glasgow. Es wurde durch die Glasgow Warriors bekannt, die hier ihre Heimspiele austragen.